# お酒のお宿 喜泉
お酒のお宿 喜泉（おさけのおやど きせん）は、富山県黒部市の宇奈月温泉にかつて存在した温泉旅館（ホテル）。『OSAKEのお宿 喜泉』と表記される場合もあった。

## 沿革
- 1926年8月 - 『喜泉閣』として創業[2]。
- 1952年8月 - 株式会社喜泉閣設立[3]。
- 1974年 - 黒部川沿いの現在地に移転。同時に緑豊かな川沿いの景観にちなんで『グリーンホテル喜泉』と名称変更する[4]。
- 2018年6月1日 - 『お酒のお宿 喜泉』に名称変更[5]。
- 2025年
  - 2月末 - コロナ禍による宿泊客の減少により経営が悪化した影響により閉館[6]。同年2月28日、親会社の喜泉閣が事業停止。負債総額は約8億7000万円。個人消費の冷え込みや同業他社との競合から、売り上げが最盛期の1995年8月期の8億5000万円から2024年8月期には2億1000万円にまで低迷したことや、円安や資源価格の高騰を宿泊料金に転嫁しきれず、最終赤字を頻発し、加えて施設の老朽化に伴い大規模な修繕費が必要となる一方、従来からの借入金が重荷となって資金調達が難しく資金繰りが逼迫したため、事業継続を断念した[7][8]。
  - 4月2日 - 親会社の喜泉閣がこの日までに富山地方裁判所から破産手続き開始決定を受けた。帝国データバンク富山支店によると、負債総額は約8億円[8]。

## 浴場について
4種類の浴場が存在し、時間帯による男女入れ替え制となっていた。温泉は一部かけ流しで、一部を加水していた。
- 峡谷の湯
- 琴音の湯
- 遥の湯
- 匠の湯

## その他
駐車場は50台分完備されていた。